# Абаренков, Игорь Васильевич
И́горь Васи́льевич Абаре́нков (13 мая 1931, Ленинград — 6 марта 2023, Санкт-Петербург) — советский и российский физик, доктор физико-математических наук, профессор. Заслуженный деятель науки Российской Федерации.

## Биография
Родился 13 мая 1931 года в Ленинграде. Проживал на улице Чайковского. Его родители Екатерина Александровна и Василий Васильевич были военными инженерами-химиками. В 1932 году отец был переведен в Москву, а Игорь с матерью остался в Ленинграде. До 8 лет воспитанием занималась бабушка Нина Александровна.
С началом Великой Отечественной войны был отправлен с детским эшелоном под Челябинск. В 1943 году отец, на тот момент генерал-лейтенант артиллерии и один из разработчиков легендарной реактивной системы залпового огня «Катюши» (за создание которой он был удостоен Сталинской премии и 2 орденов Ленина), разыскал сына и забрал в Москву.
После войны вернулся в Ленинград, в ту же квартиру на улице Чайковского. В 1949 году окончил школу с серебряной медалью и поступил на физический факультет Ленинградского государственного университета. Во время учёбы был членом Совета студенческого научного общества, курсового бюро ВЛКСМ, спортивных команд ЛГУ по велосипедному (имел I разряд) и конькобежному спорту, преподавал физику в школе рабочей молодёжи, был сталинским стипендиатом. В 1954 году окончил кафедру теоретической физики университет с отличием, в том же году вышла его первая научная статья (совместно с М. И. Петрашень), в которой был сформулирован полуэмпирический метод расчета сил осцилляторов для оптических переходов в атомах. В 1954—1957 годах учился в аспирантуре, в 1959 году под руководством М. И. Петрашень защитил кандидатскую диссертацию на тему «Квантово-механический расчет оптических свойств F-центров в щелочно-галоидных кристаллах в приближении точечной решетки».
В 1957—1960 годах был младшим научным сотрудником, в 1960—1964 годах — старшим научным сотрудником НИФИ ЛГУ. Также в 1962—1963 годах проходил стажировку в Кавендишской лаборатории Кембриджского университета, в 1967 году — в Иллинойсском университете. В 1964—1979 годах был доцентом физического факультета ЛГУ, в 1976 году защитил докторскую диссертацию на тему «Метод модельного потенциала в теории электронной структуры твердых тел». С 1979 года профессор, в 1991—1996 годах был заведующим кафедрой квантовой механики.

### Семья
- Жена — Ирина Михайловна Антонова.
  - Дочь — Нина Игоревна Абаренкова, физик-теоретик, кандидат физико-математических наук.
  - Двое сыновей, шестеро внуков[1].

Скончался 6 марта 2023 года.

## Научная и педагогическая деятельность
В область научных интересов Абаренкова входили квантовая теория и теория твёрдого тела.
К моменту начала стажировки в Великобритании уже имел значительный научный задел по теории псевдопотенциала, в частности подготовленную к печати статью (совместно с В. Ф. Братцевым) «Метод эффективного потенциала», которая была опубликована в журнале «Литовский физический сборник» в первом квартале 1963 года. В ходе научных обсуждений с Фолкером Хейне у Абаренкова появилась идея заменить истинный потенциал модельным полулокальным псевдопотенциалом. Так появился на свет модельный псевдопотенциал, который вскоре после этого в научной литературе, монографиях и университетских учебниках по физике и теории твёрдого тела стали называть модельным псевдопотенциалом Хейне — Абаренкова. Идеи по теории псевдопотенциала получили свое дальнейшее развитие в предложенном и разработанным им методе варьируемого потенциала для вычисления волновых функций ионов в кристалле, применённым к расчёту электронной структуры объёмного кристалла MgO и его поверхности (совместно с И. М. Антоновой), а также в его работах по построению сепарабельных псевдопотенциалов для моделирования ковалентной химической связи (совместно с И. И. Тупицыным).
Внес существенный вклад в развитие различных вопросов квантовой теории атомов, молекул, твёрдых тел и примесных центров в широкощелевых диэлектриках. Разработал микроскопическую теорию двух- и трехчастичных взаимодействий в ионных кристаллах, которая явилась развитием и обобщением ставших классическими работ Лёвдина по теории сил сцепления в ионных кристаллах, предложил концепцию стеклообразующего квазикомплекса и полуэмпирический метод для расчёта электронной структуры стекла, опубликовал работы по Вигнеровскому кристаллу и исследованию природы RVB-состояния (Resonating-Valence-Bond state). Также принимал участие в прикладных работах в содружестве с экспериментаторами, среди которых выделяется работа «Поверхность Ферми и термоэдс меди» (совместно с М. В. Ведерниковым).
Ряд работ был посвящен развитию предложенного им ранее метода потенциала внедрения, который был положен в основу развиваемой им в последние годы современной теории кристаллического эмбеддинга (теории «погружения» кластера в кристалл), открывающей перспективы для последовательного учета корреляционных эффектов в кристаллах.
Испытывая явное влияние своих учителей В. А. Фока и М. И. Петрашень, проявлял большой интерес к математическим аспектам теории, что нашло отражение в его работах по исследованию нелинейных свойств уравнений Хартри — Фока для модельных гамильтонианов, цикле статей по исследованию природы антиферромагнитного состояния для модельных систем, а также в статьях о переполненности базиса метода ОПВ (ортогонализованных плоских волн) в теории твёрдого тела, о полной системе функций в методе Гайтлера — Лондона, о потенциале кристалла и суммировании расходящихся рядов (совместно с И. И. Тупицыным), о кластерном разложении для матрицы плотности ионного кристалла (совместно с И. М. Антоновой), о спиновой структуре редуцированной матрицы плотности первого порядка и спин-поляризованных состояниях (совместно с С. Н. Загуляевым). В своих работах также широко использовал численные методы.
Многие исследования Абаренкова проводились совместно с учеными ведущих мировых научных центров: Кавендишская лаборатория в Кембридже и Лондонский университетский колледж (UCL). Абаренков дважды становился лауреатом стипендии имени П. Л. Капицы Королевского общества Великобритании, а в 2000 году был избран действительным членом Британского физического общества.
На протяжении 30 лет (1976—2006), взяв эстафету из рук М. И. Петрашень, руководил знаменитым общегородским научным семинаром по теории твёрдого тела в ЛОМИ, который сам он называл, в память о своём Учителе, семинаром М. И. Петрашень.
Читал лекции по квантовой механике, квантовой химии и физике твёрдого тела на физическом, химическом и математико-механическом факультетах Санкт-Петербургского государственного университета. По опросам студентов признавался лучшим лектором физического факультета ЛГУ/СПбГУ. Был соруководителем пяти совместных проектов между СПбГУ и Лондонским и Кембриджским университетами. Неоднократно бывал в научных командировках в Англии, Франции, Германии и Италии.
Автор восьмидесяти научных статей и двух монографий.

## Признание
- 1962 — член Королевского колледжа Кембриджского университета.
- 1993 — стипендия имени П. Л. Капицы Королевского Общества Великобритании.
- ???? — стипендия имени П. Л. Капицы Королевского Общества Великобритании (повторно)
- 2000 — действительный член Физического общества Великобритании.
- 2002 — заслуженный деятель науки Российской Федерации.
- 2007 — орден Дружбы.
- 2013 — почётный профессор Санкт-Петербургского государственного университета.
- 2016 — премия имени В. А. Фока за работу «Метод псевдопотенциала в теории электронного строения металлов и диэлектриков».